# Bernadette Bourzai
Bernadette Bourzai (* 28. Mai 1945 in Lapleau, Corrèze) ist eine französische Politikerin der Parti socialiste und Lehrerin.

## Leben
Bourzai studierte Geschichte und Geografie auf Lehramt an der Universität Blaise Pascal Clermont-Ferrand II und war von 1973 bis 1998 als Lehrerin in Frankreich tätig. Von 2001 bis 2004 war sie Bürgermeisterin von Égletons. Sie war von 2004 bis 2008 Abgeordnete im Europäischen Parlament. Seit September 2008 ist sie Senatorin im Senat.